# Indoetra thisbe
Indoetra thisbe Simon, 1903 è un ragno appartenente alla famiglia degli araneidi.
È l'unica specie nota del genere Indoetra Kuntner, 2006.

## Descrizione
L'esemplare femminile descritto da Kuntner nel 2006 misurava 3,5 mm.
L'esemplare maschile descritto da Dimitrov, Benjamin e Hormiga nel 2009 misurava 2,57 mm.

## Distribuzione
La specie è rinvenibile solo nello Sri Lanka.

## Tassonomia
In precedenza il genere era descritto come un sottogenere di Clitaetra, nel 2019 è stato elevato al rango di genere.